# کاکتوس گل‌قیفی
کاکتوس گل‌قیفی (نام علمی: Mila caespitosa) نام یک گونه از تبار مودارتباران است.